# دان شرايبر (كاتب)
دان شرايبر (بالإنجليزية: Dan Schreiber)‏ هو كاتب سيناريو أسترالي، ولد في 1984.

## روابط خارجية
- دان شرايبر على موقع IMDb (الإنجليزية)
- دان شرايبر على موقع ميوزك برينز (الإنجليزية)